# Wspólnota administracyjna Hörnergruppe
Wspólnota administracyjna Hörnergruppe – wspólnota administracyjna (niem. Verwaltungsgemeinschaft) w Niemczech, w kraju związkowym Bawaria, w rejencji Szwabia, w regionie Allgäu, w powiecie Oberallgäu. Siedziba wspólnoty znajduje się w miejscowości Fischen im Allgäu.
Wspólnota administracyjna zrzesza pięć gmin wiejskich (Gemeinde): 
- Balderschwang, 289 mieszkańców, 41,56 km²
- Bolsterlang, 1 026 mieszkańców, 20,33 km²
- Fischen im Allgäu, 2 971 mieszkańców, 13,60 km²
- Obermaiselstein, 947 mieszkańców, 25,00 km²
- Ofterschwang, 1 936 mieszkańców, 19,56 km²